# Croix du XVIIIe (Plourac'h)
La croix du XVIIIe siècle est située à Plourac'h en France.

## Localisation
La croix est située sur la commune de Plourac'h, au lieu-dit Saint-Guénolé, dans le département des Côtes-d'Armor en région Bretagne.

## Historique
La croix est inscrite au titre des monuments historiques par arrêté du 24 mars 1926.